# Marion Linhardt
Marion Linhardt (* 1967) ist eine deutsche Literatur- bzw. Theaterwissenschaftlerin und Hochschullehrerin, die sich u. a. auf die Gebiete Operette und Alt-Wiener Volkstheater spezialisiert hat.

## Leben
Marion Linhardt studierte Komparatistik, Theaterwissenschaft und Religionswissenschaft. Sie war Mitarbeiterin an Pipers Enzyklopädie des Musiktheaters. 1996 erfolgte ihre Promotion im Fach Theaterwissenschaft unter besonderer Berücksichtigung des Musiktheaters an der Bayreuther Universität, 2005 wurde sie habilitiert. Sie wirkt als Privatdozentin für Theaterwissenschaft an der Universität Bayreuth und ist wissenschaftliche Koordinatorin des DFG-Projekts Musiktheater im deutschsprachigen Raum 1900–1950. Mittlerweile ist sie zur außerplanmäßigen Professorin ernannt.
Linhardt war 2010 bis 2014 Schriftleiterin des Publikationsorgans der Internationalen Nestroy-Gesellschaft Nestroyana.

## Veröffentlichungen (Auswahl)
- Inszenierung der Frau – Frau in der Inszenierung. Operette in Wien zwischen 1865 und 1900. Tutzing 1997
- Residenzstadt und Metropole. Zu einer kulturellen Topographie des Wiener Unterhaltungstheaters (1858-1918). Tübingen 2006